# Anomala tawetana
Anomala tawetana är en skalbaggsart som beskrevs av Machatschke 1970. Anomala tawetana ingår i släktet Anomala och familjen Rutelidae. Inga underarter finns listade i Catalogue of Life.